# Dirty Black Summer
Dirty Black Summer – singel promujący album Danzig III: How the Gods Kill amerykańskiego zespołu Danzig. Wydany 3 września 1992 roku.

## Utwory
1. "Dirty Black Summer" – 4:35
2. "Bodies" – 4:26
3. "When Death Had No Name" – 5:19

## Twórcy
- Glenn Danzig – śpiew
- Eerie Von – gitara basowa
- John Christ – gitara
- Chuck Biscuits – perkusja

## Wideografia
- "Dirty Black Summer" – 1992